# William Carew Hazlitt
William Carew Hazlitt, född 22 augusti 1834, död 8 september 1913, var en brittisk författare. Han var sonson till William Hazlitt.
Hazlitt, som blev advokat i London 1861, författade bland annat Handbook to the popular poetical and dramatic literature of Great Britain (1867, supplement 1876-1889, register 1893) och Bibliographical collections and notes (1903), samt ombesörjde utgåvor av äldre brittisk vitterhet.